# 渡辺晃大
渡辺 晃大（わたなべ こうた、1996年10月30日- ）は、 日本出身のフィールドホッケー選手である。

## 経歴
福井県出身。
越前町立糸生小学校、越前町立朝日中学校、福井県立丹生高等学校を経て、立命館大学経営学部に入学する。

### キャリア

#### 21歳未満
2015年、渡辺はジュニアアジアカップで日本U-21サイドにデビューした。 チームは4位で、ジュニアワールドカップに出場した。
ジュニアアジアカップに続いて、渡辺はインドのラクナウで 開催された2016ジュニアワールドカップで再びチームを代表し、チームは13位だった。
渡辺晃大は2016年、 イポー のスルタン・アズラン・シャー・カップでシニアデビューを果たした。
2016年にデビューした後、渡辺は日本チームに定期的に参加している。 彼の最も顕著なパフォーマンスは、 ジャカルタで2018も開かれた 2018年アジア競技大会だった。トーナメントで、チームは金メダルを獲得し、 東京での 2020年東京オリンピックに直接出場できるようになった。

### アデレード・ファイア
2019年、渡辺はアデレードファイヤーホッケーチームと契約し、オーストラリアの新しい国内大会であるスルタナブランホッケーワンリーグの初大会に出場した。